# 李依璇
李依璇（1982年7月12日—），藝名「白白」，台湾女艺人。進演藝圈前曾擔任皮膚科護士，加上父親是中醫師，對於美容保養以及中醫食譜有深入的了解，2006年擔任平面Model、展場Show Girl，2008年4月成為綜藝節目「王牌大賤諜」的why girl助理主持工作，長達1年3個月，退出大賤諜後成為電視通告台灣藝人。
由於演藝工作的不穩定，原希望重回護士工作，並在2010年1月通過美國護士執照考試，2010年5月加入種子音樂集團的子公司成果經紀，2011年發行《美白教主：小黑鬼的美白之路，企鵝變天鵝不是夢！》。

## 作品
. 高寶. 2011-04-27: 208頁 [2011]. ISBN 978-986-185-580-6.

## 經歷
- 2006年，自台北護理學院護理系畢業（今國立臺北護理健康大學），開始進行平面Model和展場Show Girl工作。[1]
- 2007年，第二屆台灣機車皇后第二名[6]。
- 2008年4月14日，《王牌大賤諜》第一輯播出起，擔任助理主持人Why Girl工作[1][3][4]。
- 2008年10月，第一屆國際亞洲Ring Girl選拔賽第六名[7]。

## 節目通告
- 小明星大跟班(中天綜合台、中天娛樂台)
- 天黑請閉眼(綜藝節目)

## 外部連結
- 白白Givemewhite的Facebook專頁